# Robert Rogers (homme politique manitobain)
Pour les articles homonymes, voir Robert Rogers et Rogers.
Robert Rogers (2 mars 1864-21 juillet 1936) est un homme politique canadien du Manitoba. Il est député fédéral conservateur de la circonscription manitobaine de Winnipeg de 1911 à 1917, ainsi que de Winnipeg-Sud de 1925 à 1926 et de 1930 à 1935.

## Biographie
Né à Lakefield dans le Canada-Est (aujourd'hui au Québec), Rogers étudie à Lachute, Berthier et à Montréal. Il s'installe par la suite à Winnipeg au Manitoba afin de devenir directeur de la Monarch Life Assurance Company.

## Politique

### Scène provinciale
Alors âgé de 32 ans, il tente sans succès d'être élu député conservateur de Lisgar et est défait par le libéral Robert Lorne Richardson par une marge de 54 votes.
Rogers est élu député conservateur provincial de Manitou par une majorité de 28 votes en 1899. Siégeant comme député d'arrière-ban du gouvernement de Hugh John Macdonald à l'Assemblée législative du Manitoba, Rogers devient ministre sans portefeuille lorsque Rodmond Roblin devient premier ministre en octobre 1900.
Il est rapidement promu en décembre 1900 et devient ministre des Travaux publics. Occupant cette position pendant onze ans, il est un ministre influent du gouvernement Roblin et contribue à construire un réseau d'influence efficace. 
Il est réélu sans difficulté en 1903, 1907 et 1910.

### Scène fédérale
Rogers s'implique en politique fédérale et rend possible l'élection du gouvernement conservateur de Robert Borden au détriment des libéraux de Wilfrid Laurier en 1911, il contribue par l'entremise de son importante machine électorale. Bien que Rogers ne soit pas candidat, Borden le nomme ministre de l'Intérieur et Superintendant-général aux Affaires indiennes en octobre 1911. 17 jours plus tard, il est élu sans opposition lors d'une élection partielle dans Winnipeg.
Cumulant le poste de ministre des Mines dès mars 1912, il quitte l'ensemble de ses ministères pour devenir ministre des Travaux publics en octobre 1912. Il occupe cette fonction pendant le reste du mandat. Sa circonscription étant abolie, il ne se représente pas en 1917.
Il tente un retour dans Lisgar, mais est défait par John Livingstone Brown en 1921.
Il est élu en 1925 contre le premier ministre libéral manitobain Tobias Norris, mais son retour est de courte durée en raison de sa défaite lors de l'élection de 1926.
Candidat lors de la course à la chefferie conservatrice de 1927, il termine en cinquième position sur une course à six candidats. Ses lacunes en français contribuent à plomber sa campagne.
Rogers est réélu en 1930 à la Chambre des communes, mais le premier ministre Richard Bedford Bennett ne sollicite pas ses services pour son cabinet.
En 1935, il ne se représente pas à l'élection et se retire de la politique.

## Fin de vie
Ruiné lors de la Grande Dépression, il meurt dans un sanatorium en 1936.